# Henryk Kubiczek
Henryk Kubiczek (ur. 12 lutego 1902 w Myślenicach, zm. 21 sierpnia 1947 w Gdowie) – uczestnik walk niepodległościowych, kapral rezerwy Wojska Polskiego, instruktor Przysposobienia Wojskowego (PW).

## Życiorys
Urodził się w rodzinie szewca Jana i Marii z Drożdżów. Ukończył sześć klas szkoły powszechnej. 15 maja 1918, w wieku 16 lat wstąpił w szeregi Polskiej Organizacji Wojskowej, gdzie pełnił czynną służbę w tej organizacji do czasu rozbrojenia wojsk austriackich.
3 listopada 1918 wraz z tą organizacją pod dowództwem sierżanta Stanisława Łukasika, byłego legionisty 2 pułku piechoty Legionów Polskich wyjeżdża na odsiecz Lwowa. W wyjeżdżającym plutonie Stanisława Łukasika, który w Żurawicy dołącza do organizującego się 5 pułku piechoty Legionów pod dowództwem płk. Karasiewicza-Tokarzewskiego był również Andrzej Stańczyk. Henryk Kubiczek brał udział w walkach w Przemyślu, odsieczy Lwowa i innych walkach kampanii ukraińskiej. W ramach 2 kompanii karabinów maszynowych, II batalionu 5 pułku uczestniczył w konflikcie polsko-litewskim, łotewskiej wojnie o niepodległość (w walkach o Dyneburg).
W stopniu starszego legionisty walczył w wojnie polsko-bolszewickiej. Został mianowany kapralem i za czyny z dnia 6 września 1920, w trakcie walk o Nowy Dwór został odznaczony Krzyżem Walecznym. W uzasadnieniu znajdujemy ”...Bojowo bardzo dobry. Dzielny aż do lekkomyślności..”. W 1921 został zwolniony jako rocznik niepoborowy.
15 maja 1921 wyjechał wraz z Andrzejem Stańczykiem na Górny Śląsk, gdzie brał czynny udział w III powstaniu śląskim w Grupie kapitana Wawelberga do czasu zlikwidowania powstania.
Po powrocie z powstania, w okresie międzywojennym, wykonywał zawód szewca i brał czynny udział w życiu Myślenic. Zostaje ponownie powołany do wojska do 26 pułku piechoty jako rocznik poborowy w latach 1925–1926. Dalsze lata to praca zawodowa przerywana ćwiczeniami wojskowymi rezerwistów, działalnością w roli instruktora Przysposobienia Wojskowego (PW). Był członkiem Powiatowego Koła Związku Peowiaków w Myślenicach prowadzonego w latach 30. XX w. przez Józefa Elińskiego. W 1938 został odznaczony Medalem Niepodległości.

## Ordery i odznaczenia
- Krzyż Walecznych
- Medal Niepodległości
- Gwiazda Przemyśla
- Odznaka Honorowa „Orlęta”
- Odznaka Pamiątkowa Frontu Litewsko-Białoruskiego